# Abierto Mexicano de Tenis 1995
L'Abierto Mexicano de Tenis 1995, conosciuto anche con il nome di Abierto Mexicano Telcel 1995 per ragioni di sponsorizzazione, è stato un torneo di tennis giocato sulla terra rossa. È stata la 3ª edizione del torneo, facente parte della categoria World Series nell'ambito dell'ATP Tour 1995. Il torneo si è giocato a Città del Messico in Messico, dal 27 febbraio al 6 marzo 1995.

## Campioni

### Singolare
Thomas Muster ha battuto in finale  Fernando Meligeni, 7–6(4), 7-5
- È stato il 4º titolo in tornei di singolare nella stagione per Muster, nonché il suo 24º titolo in carriera.

### Doppio
Javier Frana /  Leonardo Lavalle hanno battuto in finale  Marc-Kevin Goellner /  Diego Nargiso, 7-5, 6-3